# Ulrich Bettermann
Ulrich Leo Bettermann (* 14. Oktober 1946 in Menden) ist ein deutsch-schweizerischer Unternehmer.

## Leben
Bettermann schloss seine Schulausbildung mit der mittleren Reife ab und absolvierte im Anschluss eine Banklehre. 1968 trat er in das familieneigene mittelständische Elektro- und Gebäudeinstallationstechnikunternehmen OBO Bettermann ein. Zwei Jahre später übernahm er als Gesellschafter zunächst acht Prozent der Unternehmensanteile, 1985 zahlte er seine Mitgesellschafter aus und wurde alleiniger Inhaber und Gesellschafter. Er konzentrierte sich auf den internationalen Ausbau der Unternehmensgruppe. 1986 wurde die erste Tochtergesellschaft in der Schweiz gegründet, es folgten nach und nach deutschlandweit zahlreiche regionale Niederlassungen.
Bettermann ist als einer der Gründerväter ständiges Mitglied des Weltwirtschaftsforums in Davos. Er lebt heute in der Schweiz und hat die Schweizer Staatsbürgerschaft angenommen.
Bettermann war im Dezember 2013 an der schnellen Ausreisemöglichkeit von Michail Borissowitsch Chodorkowski beteiligt, indem seine Unternehmensgruppe ein Flugzeug bereitstellte, um das nach Zeitungsberichten Hans-Dietrich Genscher ihn gebeten hatte.
Des Weiteren ist Bettermann im Kuratorium des Deutsch-Aserbaidschanischen Forums.

## Ehrungen
- 1981: Ernennung zum Ehrenoffizier der Schweizer Armee zusammen mit dem damaligen Bayerischen Ministerpräsidenten Franz Josef Strauß[3]
- 1994: Verdienstkreuz am Bande der Bundesrepublik Deutschland
- 2010: Verleihung des Offizierskreuzes des Verdienstordens der Republik Ungarn[3]
- 2012: Verdienstkreuz 1. Klasse der Bundesrepublik Deutschland[4]